# Julie Moran
Julie Moran (Thomasville, 10 gennaio 1962) è una conduttrice televisiva e attrice statunitense.

## Biografia
Ex America's Junior Miss 1980, Julie Moran è stata corrispondente per il notiziario dello spettacolo Entertainment Tonight dal 1994 al 2001. Prima di partecipare alla trasmissione ET, ha condotto NBA Inside Stuff con Ahmad Rashād ed in seguito ha preso il posto di Frank Gifford come conduttrice di Wide World of Sports in onda su ABC.
Ha abbandonato il suo ruolo di corrispondente per Entertainment Tonight per poter crescere i due figli avuti dal marito, l'attore Rob Moran. In seguito la Moran ha condotto anche The Insider's List With Julie Moran sul canale televisivo Fine Living, ed è apparsa nelle campagne pubblicitarie televisive di vari prodotti. Nel corso degli anni inoltre la Moran ha collezionato numerose comparse da attrice. Si possono citare MacGyver nel 1986 e Xena - Principessa guerriera nel 1998, fra gli altri.
Nel 1994, è stata nominata dalla rivista People come una delle "50 persone più belle del mondo".